# Carlos Iaconelli

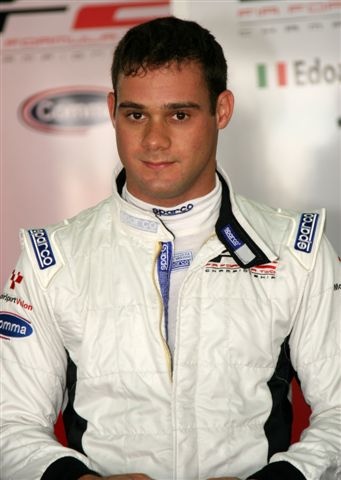
Iaconelli (2009)

Carlos Iaconelli (São Paulo, 26 juni 1987) is een Braziliaans autocoureur die anno 2010 in de Auto GP rijdt.

## Loopbaan
- 2003: Braziliaanse Formule Renault.
- 2004: Braziliaanse Formule Renault.
- 2004: Formule 3 Sudamericana.
- 2005: Spaanse Formule 3.
- 2005: Formule Renault 2.0 Italië.
- 2005: Eurocup Formule Renault 2.0.
- 2005: Formule Renault 3.5 Series, team Interwetten.com Racing.
- 2006: Spaanse Formule 3.
- 2006: Formule Renault 3.5 Series, team GD Racing.
- 2007: Formule Renault 3.5 Series, team Pons Racing.
- 2008: Formula Master Italia.
- 2008: International Formula Master, team Pro Motorsport (4 races).
- 2008: GP2, team Ocean Racing Technology.
- 2008-09: GP2 Asia Series, team Durango (2 races).
- 2009: Formule 2.
- 2010: Auto GP.

## GP2 resultaten
| Jaar | Inschrijving       | 1       | 2       | 3       | 4       | 5       | 6       | 7          | 8          | 9           | 10         | 11         | 12         | 13         | 14         | 15         | 16         | 17         | 18         | 19         | 20         | Rang | Punten |
| ---- | ------------------ | ------- | ------- | ------- | ------- | ------- | ------- | ---------- | ---------- | ----------- | ---------- | ---------- | ---------- | ---------- | ---------- | ---------- | ---------- | ---------- | ---------- | ---------- | ---------- | ---- | ------ |
| 2008 | David Price Racing | ESP FEA | ESP SPR | TUR FEA | TUR SPR | MON FEA | MON SPR | FRA FEA 16 | FRA SPR 13 | GBR FEA DNS | GBR SPR NF | GER FEA 16 | GER SPR 17 | HUN FEA NF | HUN SPR NF | EUR FEA 13 | EUR SPR 11 | BEL FEA NF | BEL FEA 12 | ITA FEA 14 | ITA SPR 14 | 29   | 0      |

## Formule 2 resultaten
| Jaar | 1     | 2     | 3       | 4       | 5       | 6      | 7     | 8      | 9       | 10    | 11    | 12     | 13      | 14    | 15  | 16  | Rang | Punten |
| ---- | ----- | ----- | ------- | ------- | ------- | ------ | ----- | ------ | ------- | ----- | ----- | ------ | ------- | ----- | --- | --- | ---- | ------ |
| 2009 | VAL 2 | VAL 8 | BRN Ret | BRN Ret | SPA Ret | SPA 10 | BRH 6 | BRH 17 | DON Ret | DON 9 | OSC 4 | OSC 10 | IMO Ret | IMO 5 | CAT | CAT | 11e  | 21     |